# Slag bij Heuvel 62
De Slag bij Heuvel 62 (slag bij Mont Sorrel) was een plaatselijke operatie tijdens de Eerste Wereldoorlog die tussen 2 en 13 juni 1916 in de Ieperboog werd uitgevoerd door drie divisies van het Britse Tweede Leger en drie divisies van het Duitse Vierde Leger.
Om Britse middelen weg te lokken bij de opbouw aan de Somme, vielen XIII (Koninklijk Württembergs) Legerkorps en de 117e Infanteriedivisie een boog hoge grond aan dat werd verdedigd door het Canadese Korps. De Duitse troepen wisten de hooggelegen gebieden bij Mont Sorrel en Heuvel 62 in te nemen en zich daarna in te graven aan de andere helling van de heuvelketen. Na een aantal aanvallen en tegenaanvallen wisten twee divisies van het Canadese Korps, ondersteund door de 20e Lichte Divisie en diverse artillerie-eenheden van het Tweede Leger, het grootste deel van hun posities weer in te nemen.

## Achtergrond
De slag bij Heuvel 62 vond plaats langs een heuvelrug tussen Hooge en Zwarteleen, ongeveer drie kilometer ten oosten van Ieper. De top van Mont Sorrel lag ongeveer 30 meter hoger dan het vlakke land bij Zillebeke, waardoor het een uitstekend uitzicht bood over de saillant, de stad Ieper en de toevoerwegen. De pieken waren het enige deel van de top van de Ieper heuvelketen dat in geallieerde handen bleef.
In Noord-Frankrijk werden manschappen en materieel bijeengebracht als voorbereiding op het Brits-Franse Sommeoffensief. De opbouw langs de Somme verliep niet onopgemerkt door het Duitse Oppercommando. Het Duitse Tweede Leger, dat de sector ten noorden van de Somme verdedigde, had de eerste voorbereidingen al in februari 1916 waargenomen. Vanwege een tekort aan materiaal, veroorzaakt door de Slag om Verdun, waren de Duitsers alleen in staat om kleinschalige operaties te ondernemen om Britse middelen weg te lokken bij de Somme.
Op 28 mei 1916 werd in een abrupte wisseling van bevelhebbers luitenant-generaal Edwin Alderson aangewezen als inspecteur-generaal van de Canadese Troepen in Engeland en werd hij als commandant van het Canadese Korps vervangen door luitenant-generaal Julian Byng.

## Veldslag

### Duitse offensief
Na een inspectie van de Canadese linies ontdekte Byng dat de posities van zijn Canadese troepen lager lagen dan de Duitse posities en dat zij daardoor constant het gevaar liepen beschoten te worden. Hij gaf generaal-majoor Malcolm Mercer, commandant van de 3e Canadese Divisie, opdracht een plan te bedenken om de meest gevaarlijke Duitse posities in te nemen.
Terwijl de Canadezen bezig waren hun aanval voor te bereiden, troffen Duitsers hun eigen voorbereidingen voor een aanval. Het XIII (Koninklijk Württembergs) Korps breidde zich zes weken lang voor op een aanval op Mont Sorrel, Heuvel 62 en Heuvel 61. Het doel van deze aanval was de inname van de observatieposten ten oosten van Ieper en het vastzetten van zoveel mogelijk Britse troepen, zodat kon worden voorkomen dat zij naar het front aan de Somme overgebracht konden worden. De Duitsers oefenden achter hun eigen linies met neploopgraven die leken op de Canadese posities bij Heuvel 62.

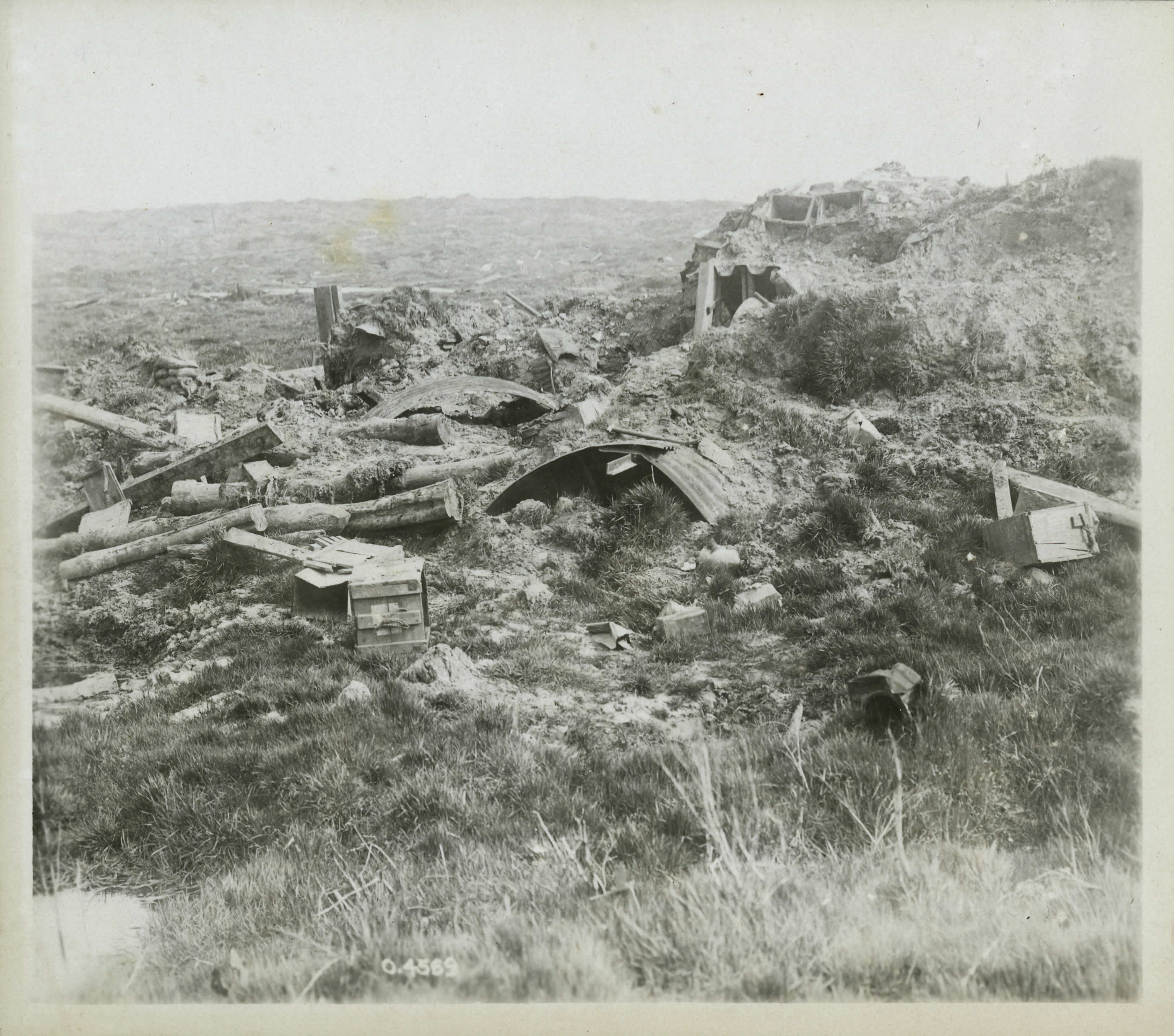
Vernietigde loopgraven. Voor de oorlog was dit een bebost gebied.

Medio mei ontdekten geallieerde verkenningsvluchten nabij Mont Sorrel de Duitse voorbereidingen. Waarnemers van het Royal Flying Corps (RFC) ontdekten het bestaan van verdedigingswerken ver achter de Duitse linies die sterk leken op de Canadese posities. Ook werd gezien hoe Duitsers approches aanlegden, wat erop wees dat een aanval snel zou volgen. De Duitsers vielen aan toen het Canadese Korps net haar eigen aanvalsplannen aan het ontwikkelen was.
In de ochtend van 2 juni vuurde het Duitse XIII Korps een zwaar artilleriebombardement af op de Canadese posities. Negentiende van het Canadese verkenningsbataljon werd tijdens het bombardement uitgeschakeld. Generaal-majoor Malcolm Mercer, commandant van de 3e Canadese Divisie, en brigadegeneraal Arthur Victor Seymour Williams, commandant 8e Canadese Brigade, waren net toen de beschieting begon bezig met een inspectie van de frontlinie. Mercer raakte drie keer gewond en stierf een dag later. Williams raakte gewond in het gezicht en aan het hoofd en werd gevangen genomen.
Om 13.00 uur lieten Duitse genisten vier mijnen in de buurt van de voorste Canadese loopgraven ontploffen, alvorens de Duitsers aanvielen met zes bataljons, ondersteund door vijf bataljons, met nog eens zes bataljons als reserve. Toen de Duitse troepen de posities van de 8e Canadese Brigade aanvielen, was het verzet 'minimaal'. Tijdens enkele cruciale uren hadden zowel de 3e Canadese Divisie en de 8e Canadese Brigade geen commandant en de mate van verdediging had daar dan ook sterk onder te lijden. Brigadegeneraal Edward Spencer Hoare Nairne van de divisionele artillerie-eenheid nam uiteindelijk tijdelijk het bevel over de 3e Canadese Divisie op zich. Desondanks wisten Duitse troepen Mont Sorrel en Heuvel 61 in te nemen. Na 1,1 kilometer te zijn opgerukt, groeven de troepen van XIII Korps zich in. Hoewel de weg naar Ieper volledig open lag, nam geen enkele Duitse officier het initiatief om zijn bevelen op te rekken en voort te bouwen op het succes van de Duitse troepen.

### Mislukte tegenaanval
Luitenant-generaal Byng lanceerde een haastig georganiseerde tegenaanval in de vroege uren van 3 juni. Vanwege de verliezen bij de 3e Canadese Divisie werden twee brigades van de 1e Canadese Divisie tijdelijk onder het bevel van brigadegeneraal Hoare Nairne geplaatst. De tegenaanval stond gepland om twee uur 's nachts op 3 juni. Vanwege de afstanden die de versterkingen moesten afleggen, communicatieproblemen en het aanhoudende vijandelijke vuur, moest de aanval uitgesteld worden tot zeven uur 's ochtends. Het startsignaal voor de aanval zou worden gegeven door zes tegelijkertijd afgevuurde groene raketten. Sommige raketten ontploften echter niet, waardoor niet elke eenheid om dezelfde tijd begon aan de aanval. De vier aanvallende bataljons leden zware verliezen terwijl ze in het daglicht over open terrein oprukten. De aanvallers wisten het verloren gebied niet te heroveren, maar wel een gat van 550 meter in de linie te dichten en het Canadese front 910 meter naar voren te brengen.

### Britse versterkingen en tweede Duitse aanval
Zowel generaal Douglas Haig, commandant van het Britse Expeditieleger, en generaal Herbert Plumer, commandant van het Britse Tweede Leger, vonden het heel belangrijk om de Duitsers van de veroverde posities te verdrijven. In het licht van de voorbereidingen op het Sommeoffensief wilde Haig niet meer troepen dan absoluut noodzakelijk gebruiken. Hierdoor bleven de versterkingen beperkt tot een aantal artillerie-eenheden en een infanteriebrigade van de 20e Lichte Divisie. De volgende tegenaanval zou moeten worden uitgevoerd door de beschikbare infanterie, met de nadruk op de inzet van grote hoeveelheden artillerie.
De extra artillerie-eenheden gingen meteen aan de slag het verstoren van de Duitse consolidering van hun nieuw verworven posities door het beschieten van hun frontlinie, aanvoerlijnen en vijandelijke artilleriebatterijen. De Duitsers wisten de Canadezen te verrassen door vier grote mijnen te laten ontploffen in de loopgraven van de 2e Canadese Divisie aan de oostelijke zijde van Hooge, wat leidde tot het verlies van een compagnie van de Canadese 28e (North West) Bataljon. De Canadezen wisten echter hun positie te behouden en te voorkomen dat de Duitsers hun ondersteuningsloopgraaf konden bereiken. Maar Byng besloot later toch de loopgraven bij Hooge op te geven en zich te concentreren op de herovering van Mont Sorrel en Heuvel 62. Om de Duitsers te ontmoedigen verdere aanvallen op de linkerflank van het Canadese Korps te ondernemen, werd de Britse 2e Cavaleriebrigade aan het Canadese Korps toegevoegd om eventuele tegenaanvallen te kunnen uitvoeren.

### Terugkeer naar de oorspronkelijke linies

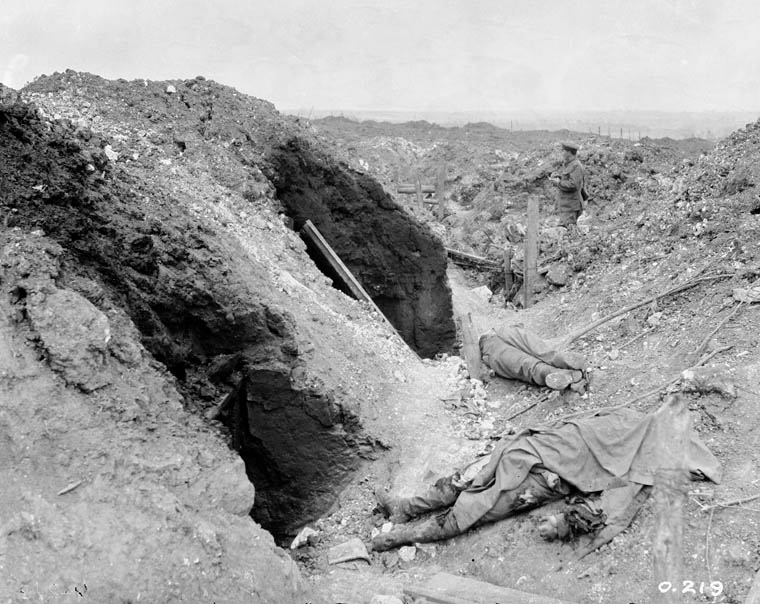
Door artillerie vernietigde Duitse loopgraven

Byng gaf generaal-majoor Arthur Currie van de 1e Canadese Divisie opdracht een aanval op de Duitse posities bij Mont Sorrel en Heuvel 62 te organiseren. Door de zware verliezen die tijdens de mislukte tegenaanval van 3 juni waren geleden, was Currie gedwongen zijn sterkste bataljons samen te voegen in twee geïmproviseerde brigades. Vier zware beschietingen van elk dertig minuten werden tussen 9 en 12 juni gehouden in een poging de Duitsers te misleiden met de verwachting dat er meteen achterna aangevallen zou worden. Op 12 juni werd zonder tussenstop de Duitse posities tussen Heuvel 60 en Sanctuary Wood tien uur lang beschoten. Hierbij werd extra aandacht besteed aan de flanken van het Canadese Korps, vanuit waar flankvuur werd verwacht.{{sfn|Nicholson|1964|p=153}} De ochtend erop werden de Duitsers getrakteerd op nog eens 45 minuten van zware beschietingen, gevolgd door de komst van aanvalstroepen achter een rookgordijn. De Duitsers werden door de aanval verrast en leverden maar weinig verzet. De Canadezen slaagden er dan ook in 200 gevangenen te nemen. Met uitzondering van de loopgraven bij Hooge, trokken de Duitsers zich terug op hun oorspronkelijke posities en na ongeveer een uur was de aanval voorbij. Op 14 juni lanceerden de Duitsers tevergeefs twee tegenaanvallen, waarna ze hun loopgraaf tot 150 meter van de Canadezen brachten, maar verdere aanvallen bleven uit.

## Nasleep

### Daaropvolgende operaties
Het Canadese Korps bleef tot september actief in de Ieperboog, waarna het werd overgebracht naar de Somme. In de nasleep van de veldslag en de dood van generaal-majoor Malcolm Mercer, had Julian Byng, commandant van het Canadese Korps, de politiek beladen taak een nieuwe commandant voor de 3e Canadese Divisie aan te wijzen. De Canadese minister van Defensie Sam Hughes liet Byng via telegraaf weten dat zijn keuze zou moeten vallen op diens zoon, brigadegeneraal Garnet Hughes, commandant van de 1e Canadese Brigade. Tot grote woede van de minister promoveerde Byng in plaats daarvan brigadegeneraal Louis Lipsett, de alom gerespecteerde commandant van de 2e Canadese Brigade. De minister protesteerde en confronteerde Byng in augustus 1916 met zijn keuze, maar de generaal bleef bij zijn keuze en liet weten dat hij niks tegen generaal Hughes had, maar dat er simpelweg een betere keuze gemaakt was. Deze verandering in de bevelstructuur van het Canadese Korps werd door zowel luitenant-generaal Edwin Alderson als Byng gebruikt verdere wijzigingen door te voeren. Tot woede van minister Hughes, maar tot vreugde van de Canadese troepen, werd de onbetrouwbare Canadese Ross Rifle vervangen door de Britse Lee-Enfield en het Colt machinegeweer door de Vickers en Lewis machinegeweren.

### Slachtoffers
De Duitse 26e Divisie verloor 3.436 man, de 27e Divisie en het 11e Reserveregiment 1.389 man en de 117e Divisie 940. Het Canadese Korps verloor tussen 2 en 14 juni 8.430 man.

## Herdenking
Voor het Canadese Korps wordt de deelname in de slag bij Heuvel 62 herdacht met het Canadees gedenkteken Hill 62. De nabijgelegen Sanctuary Wood Museum Hill 62 bezit een nagebouwde frontlinie zoals deze tussen 1916 en 1917 werd bemand door Britten en Canadezen. De geallieerde troepen die tijdens deze veldslag stierven zijn begraven in de Sanctuary Wood Commonwealth War Graves Commission Cemetery, de Hooge Crater Commonwealth War Graves Commission Cemetary, de Maple Copse Commonwealth War Graves Commission Cemetary en de Lijssenthoek Military Cemetery. De slachtoffers zonder laatste rustplaats worden herdacht bij de Menenpoort in Ieper, België. Het Royal Regiment of Canada houdt elk jaar op de tweede zondag van juni een Sorrel Day Parade bij de Fort York Armoury.